# El valor de una promesa
El valor de una promesa (After the Promise) es una película estadounidense de 1987 que muestra la lucha de un padre contra la maquinaria impersonal del estado para recuperar a sus hijos, cuya custodia le ha sido retirada. El filme plantea temas de gran calado pedagógico, y cuestiona la figura del estado como protector del menor cuando se cae en una burocracia que da más importancia a los procedimientos que a las personas. Está ambientada en los años 30.

## Argumento
Tras el fallecimiento de su mujer, Elmer Jackson (Mark Harmon) trata de sacar adelante a sus hijos, pero al perder el trabajo, el estado le priva de la custodia e ingresa a los pequeños en diversas instituciones. Elmer trata de recuperar a sus hijos. Al principio, los saca de las instituciones a los que los han enviado, pero la policía lo detiene. Richard, el hijo mayor, es catalogado como retrasado mental y es ingresado en un hospital psiquiátrico. Elmer intenta mover todos los resortes legales, pero el procedimiento es largo. Entretanto, conoce a una mujer de la que se enamora y que intentará ayudarle. Finalmente, Elmer consigue reunir a su familia, pero las huellas y traumas que ha dejado la separación son manifiestos. El padre lucha incansablemente por recuperarlos encontrándose con muchos obstáculos, después de un tiempo de luchar y no conseguir nada, él está a punto de renunciar hasta que encuentra a la mujer que le recuerda el valor de una promesa. Una película basada en un hecho de la vida real.

## Reparto
| Actor                  | Personaje                |
| ---------------------- | ------------------------ |
| Mark Harmon            | Elmer Jackson            |
| Rosemary Dunsmore      | Florence Jackson         |
| David French           | Richard niño             |
| Chance Michael Corbitt | Wayne niño               |
| Shirley Barcley        | Sra. Adams               |
| William Nunn           | Juez de la Suprema Corte |
| Linda Darlow           | Trabajadora social       |
| Donnelly Rhodes        | Dr. George Northfield    |
| Bill Buck              | Jefe de personal         |
| Gary Weber             | Detective Raymond        |

## Recepción
```
Las críticas fueron en su mayoría positivas y fue nominada a dos 
Globos de Oro
, uno en la categoría de "Mejor miniserie o película para televisión" y otro en la categoría de "Mejor interpretación de un actor en una miniserie o película para televisión" para Mark Harmon.
[
2
]
 También fue nominada para dos 
Young Artist Awards
 en las categorías de "Mejor especial de TV familiar" y "Mejor actor/actriz joven en una serie de comedia, drama o especial de televisión".
[
3
]
```

After the Promise consiguió un 94% de aprobación en Rotten Tomatoes., y recibe actualmente una "B" en Yahoo! Películas y un 88% "Certificado frescas" de aprobación en Rotten Tomatoes.
Como Curiosidad: en Argentina fue trasmitida por canal 9 bajo el título un "largo camino a casa" teniendo un alto índice de rating, dado que Harmon ya había protagonizado "Ted Bundy el perfecto asesino" también exhibido por canal 9 con también un alto índice de audiencia.